# Bradina remipes
Bradina remipes là một loài bướm đêm trong họ Crambidae.